# Герб Пирятинського району
Герб Пиря́тинського райо́ну — офіційний символ Пирятинського району Полтавської області, затверджений 17 серпня 2001 р. рішенням шістнадцятої сесії Пирятинської районної ради двадцять третього скликання.

## Опис малого герба
Гербовий щит має класичну форму (чотирикутник із заокругленими нижніми кутами та загостренням в основі), поле щита малинового кольору. 
У центрі на фоні козацького хреста темно-червоного (пурпурового) кольору зображено натягнутий золотий лук зі стрілою вістрям униз — герб Пирятина, наданий 1592 року разом із Магдебурзьким правом і затверджений 1782 року.

## Значення символів
Символи вказують на історичну роль Пирятинщини в обороні рідних земель. Стрілу обвивають дві змії, протиставлені одна одній, що спускаються донизу з піднятими головами, символізуючи торгівлю, достаток, родючість. Козацький хрест — символ вічності, духовності, святості. Вказує на славні традиції козаків Пирятинщини. Щит обрамлено золотою смугою завширшки 1/50 його діагоналі. Корона — символ могутності, стійкості, величі й слави. 
Символіка кольорів: малиновий — колір козацького прапора Пирятинської сотні. Символізує могутність, хоробрість, успіх, єдність. Темно-червоний (пурпуровий) — гідність, сила.
У великому гербі виконано вінок із пшеничних колосків, що охоплює щит із двох боків. Знизу — пшеничний вінок, жовто-блакитного кольору, який уособлює природне багатство, працьовитість пирятинців. Синьо-жовті стрічки — безпосередня належність до держави Україна. 
Вінчає герб корона з українського національного орнаменту з листками і плодами калини, що символізують вірність національним традиціям, любов до свого краю, щедрість і достаток.